# Tychy Falcons
Tychy Falcons – tyska drużyna futbolu amerykańskiego założona w 2008 roku. Członek Stowarzyszenia Liga Futbolu Amerykańskiego (LFA), występujący obecnie w najwyższej  polskiej klasie rozgrywkowej futbolu amerykańskiego.
Drużyna ma pełnowymiarowe boisko oraz profesjonalne bramki futbolowe.
- Liczba zawodników: 80
- Miasto: Tychy
- Stadion domowy: „Falcons Field”, ul. Plac Zbawiciela 2
- Barwy klubu:

## Historia Klubu
Drużyna Tychy Falcons powstała z inicjatywy Pawła Chwedczuka oraz Arkadiusza Wojtasika.
Pierwszy trening odbył się 13 lipca 2008 roku, wzięło w nim udział 13 osób.
Wpis do ewidencji stowarzyszeń został uzyskany 3 kwietnia 2010 roku, niespełna rok po pierwszym treningu.
Pierwszy sparing Tychy Falcons odbył się 7 listopada 2010 roku. Mecz odbył się w Częstochowie z lokalną drużyną Saints. Spotkanie wygrała drużyna Tychy Falcons 14:13.
W 2011 roku zmienił się zarząd, została podjęta decyzja o starcie w Polskiej Lidze Futbolu Amerykańskiego.
Pierwszy oficjalny mecz „Sokołów” odbył się 5 czerwca 2011 roku z drużyną Warriors Ruda Śląska. Wojownicy z Rudy pokonali gości 25:10.

### Mecze
Sezon 2011 Tabela PLFA II południe
| Miejsce | Zespół               | Mecze | Z/P | Pzd | Pst | +/-  | Pkt |  |
| ------- | -------------------- | ----- | --- | --- | --- | ---- | --- |  |
| 1.      | Gliwice Lions        | 6     | 6/0 | 225 | 16  | 209  | 12  |  |
| 2.      | Kraków Knights       | 6     | 5/1 | 201 | 85  | 116  | 10  |  |
| 3.      | Warriors Ruda Śląska | 6     | 4/2 | 116 | 71  | 45   | 8   |  |
| 4.      | Tychy Falcons        | 6     | 1/5 | 43  | 152 | -109 | 2   |  |
| 5.      | Radom Rocks          | 6     | 2/4 | 36  | 153 | -117 | 0   |  |
| 6.      | Saints Częstochowa   | 6     | 0/6 | 40  | 184 | -144 | 0   |  |

Debiutancki sezon drużyna Tychy Falcons zakończyła na dobrym 4 miejscu.
Sezon 2012 Tabela PLFA II południe
| Miejsce | Zespół                  | Mecze | Z/P | Pzd | Pst | +/-  | Pkt |  |
| ------- | ----------------------- | ----- | --- | --- | --- | ---- | --- |  |
| 1.      | Tytani Lublin           | 6     | 6/0 | 191 | 51  | 138  | 12  |  |
| 2.      | Tychy Falcons           | 6     | 4/2 | 203 | 80  | 123  | 8   |  |
| 3.      | Częstochowa Saints      | 6     | 4/2 | 169 | 84  | 85   | 8   |  |
| 4.      | Diabły Wrocław          | 6     | 4/2 | 167 | 80  | 87   | 8   |  |
| 5.      | Rybnik Thunders         | 6     | 2/4 | 84  | 180 | -96  | 4   |  |
| 6.      | Ravens Globinit Rzeszów | 6     | 1/5 | 82  | 182 | -100 | 2   |  |
| 7.      | Olkusz Silvers          | 6     | 0/6 | 25  | 262 | -237 | 0   |  |

Sezon ten zakończył się wysokim zwycięstwem Sokołów w finale przeciwko Tytanom Lublin.
Tychy Falcons awansowali do pierwszej ligi.
Sezon 2013 Tabela PLFA I zachód
| Miejsce | Zespół           | Mecze | Z/P | Pzd | Pst | +/-  | Pkt |  |
| ------- | ---------------- | ----- | --- | --- | --- | ---- | --- |  |
| 1.      | Husaria Szczecin | 6     | 6/0 | 123 | 44  | 79   | 12  |  |
| 2.      | Tychy Falcons    | 6     | 3/3 | 105 | 73  | 32   | 6   |  |
| 3.      | Gliwice Lions    | 6     | 3/3 | 122 | 92  | 30   | 6   |  |
| 4.      | Bielawa Owls     | 6     | 0/6 | 33  | 173 | -141 | 0   |  |

Jako beniaminek w I lidze Tychy Falcons awansują do fazy play off w której rozgrywają wyrównane spotkanie z liderem grupy wschodniej Lowlanders Białystok.
Sezon 2014 Tabela PLFA I zachód
| Miejsce | Zespół           | Mecze | Z/P | Pzd | Pst | +/-  | Pkt |
| ------- | ---------------- | ----- | --- | --- | --- | ---- | --- |
| 1.      | Husaria Szczecin | 8     | 8/0 | 332 | 97  | 235  | 16  |
| 2.      | Tychy Falcons    | 8     | 5/3 | 156 | 146 | 10   | 10  |
| 3.      | Cougars Szczecin | 8     | 5/3 | 140 | 170 | -30  | 10  |
| 4.      | Gliwice Lions    | 8     | 2/6 | 102 | 190 | -88  | 4   |
| 5.      | Bielawa Owls     | 8     | 0/8 | 72  | 199 | -127 | 0   |

W fazie play-off ponownie drużyna Falcons zostaje pokonana w półfinale przez Lowlanders Białystok.
Sezon 2015 Tabela PLFA I południe
| Miejsce | Zespół             | Mecze | Z/P | Pzd | Pst | +/-  | Pkt |
| ------- | ------------------ | ----- | --- | --- | --- | ---- | --- |
| 1.      | Kraków Kings       | 8     | 7/1 | 251 | 88  | 163  | 14  |
| 2.      | Tychy Falcons      | 8     | 6/2 | 204 | 103 | 101  | 12  |
| 3.      | AZS Silesia Rebels | 8     | 4/4 | 156 | 195 | -39  | 8   |
| 4.      | Tytani Lublin      | 8     | 2/6 | 119 | 230 | -111 | 4   |
| 5.      | Saints Częstochowa | 8     | 1/7 | 76  | 190 | -114 | 2   |

W fazie play-off Tychy Falcons rozgrywają półfinał z Seahawks Sopot ulegając w półfinale trzeci sezon z rzędu.
Sezon 2016 Tabela PLFA I południe
| Miejsce | Zespół             | Mecze | Z/P | Pzd | Pst | +/-  | Pkt |
| ------- | ------------------ | ----- | --- | --- | --- | ---- | --- |
| 1.      | Tychy Falcons      | 8     | 8/0 | 457 | 100 | 357  | 16  |
| 2.      | Gliwice Lions      | 8     | 5/3 | 191 | 214 | -23  | 10  |
| 3.      | AZS Silesia Rebels | 8     | 4/4 | 169 | 171 | -2   | 8   |
| 4.      | Kraków Kings       | 8     | 3/5 | 164 | 214 | -50  | 6   |
| 5.      | Tytani Lublin      | 8     | 0/8 | 46  | 328 | -282 | 0   |

W półfinale Tychy Falcons pokonują zespół Warsaw Dukes 88:34, co jest rekordem w historii PLFA, w zdobyczy punktowej w jednym meczu.